# 덩크 드림
덩크 드림(Dunk Dream, ダンクドリーム)은 데이터 이스트가 1994년에 발매한 네오지오용 아케이드 스포츠 게임이다. 각 나라 및 지역을 돌면서 3대3 농구시합을 기반으로 한 농구경기에서 승리하는 것이 목표이다. 북미 지역에선 스트리트 슬램(Street Slam), 유럽 지역에선 스트리트 후프(Street Hoop)라는 이름으로 발매됐다.